# Paul Disselhoff
Paul Georg Disselhoff (* 9. Mai 1861 in Kaiserswerth; † nach 1905) war ein deutscher Bildhauer und Fotograf.

## Leben

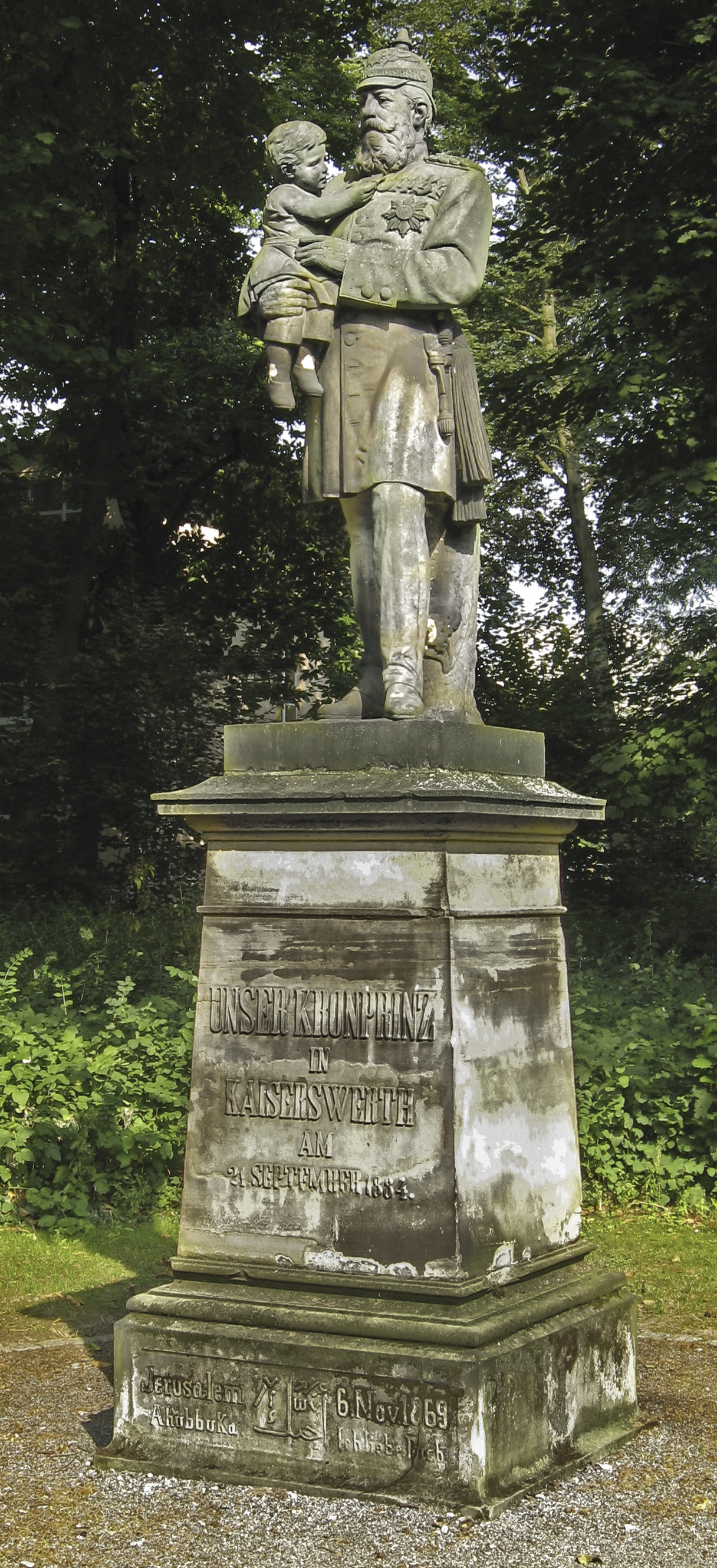
Kronprinzendenkmal an der Kaiserswerther Diakonie, anlässlich des Besuchs von Kronprinz Friedrich III.

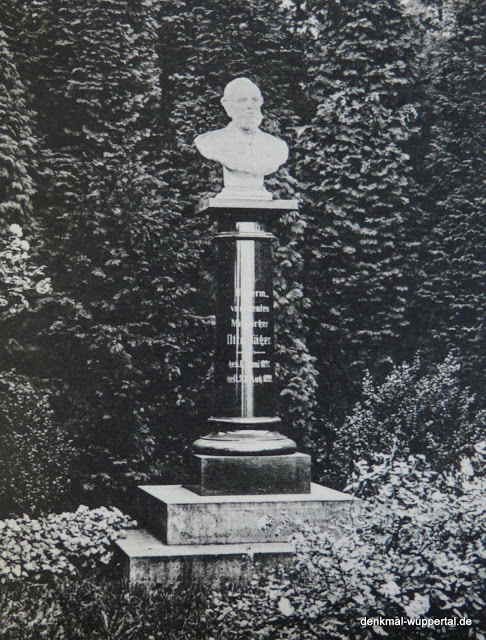
Otto-Jäger-Denkmal, Aufnahme spätestens 1922

Paul Disselhoff war Sohn des Direktors der Kaiserswerther Diakonie, Julius Disselhoff, und dessen Frau Louise, Tochter von Theodor Fliedner. Sein Onkel war der evangelische Theologe und Dichter August Disselhoff. Seine Ausbildung erhielt Disselhoff von 1882 bis 1885 in der Bildhauerklasse von August Wittig an der Düsseldorfer Kunstakademie. Er lebte Ende des 19. Jahrhunderts als Fotograf in Elberfeld. Der dort ansässige Kaufmann und Mäzen Ludwig von Lilienthal führte auf seinem Anwesen auf der Kluser Höhe ein „gastfreies Haus“, ein Atelier, in dem neben Disselhoff unter anderem auch der Maler Johann Richard Seel arbeitete. 1895 trat Disselhoff dem Bergischen Geschichtsverein bei. 1905 annoncierte er die Verlegung eines Geschäftes für Fotoapparate und Bedarfsartikel in die Poststraße 5 zu Bonn.

## Werke
- 1885: Büste Theodor Fliedners, Gründer der Kaiserswerther Diakonie und Großvater Disselhoffs[5]
- 1890: Auf dem Gelände der Kaiserswerther Diakonie steht das von Disselhoff geschaffene Kronprinzendenkmal, das an den Besuch des späteren Kaisers Friedrich III. als Kronprinz am 21. September 1884 erinnert und den vierjährigen Kinderkrankenhauspatienten Wilhelm Kroll auf seinem Arm zeigt. Die untere Inschrift bezieht sich auf den Besuch des Kronprinzen im Diakonissenkrankenhaus Jerusalem am 6. November 1869. Übersetzt heißt es: „Jerusalem, ich liebe dich“.[2]
- Am 11. April 1893 kam es zur Auftragsvergabe für ein Otto-Jäger-Denkmal in Barmen an Disselhoff, der für knapp 1500 Mark eine Marmorbüste fertigte, und an den Steinbildhauer Friedrich Backhaus senior, der für 1300 Mark die Säule schuf. 1957 berichtete die Neue Rhein-Zeitung über den desolaten Zustand des Denkmals. Die Stadt Wuppertal ließ die Säule 1964 entfernen und lagerte sie auf dem Ehrenfriedhof Barmen. Später wurde die Säule vom  Barmer Verschönerungsverein von der Lönsstraße zum städtischen Depot im Nordpark transportiert. Nach einer Medieninitiative der Wuppertaler Rundschau 1992 wurde die Säule ohne die inzwischen verloren gegangene Marmorbüste am ursprünglichen Standort auf dem Plateau hinter dem Leimann’schen Lokal zwischen der Oberbergischen Straße und dem Eisenlohr-Denkmal wieder aufgestellt.[6][7]